# I Have Nothing
I Have Nothing ist ein von der US-amerikanischen Sängerin Whitney Houston gesungenes Lied aus dem Album The Bodyguard: Original Soundtrack Album (1992) und wurde am 20. Februar 1993 als Single veröffentlicht. Geschrieben wurde es von David Foster und Linda Thompson und produziert von Foster.

## Auszeichnungen
Bei der Oscarverleihung 1993 wurden David Foster und Linda Thompson für das Lied aus Bodyguard (1992) in der Kategorie Bester Song nominiert, den Oscar gewannen jedoch Alan Menken und Tim Rice für A Whole New World (1992) aus Aladdin (1992).
Bei den Grammy Awards 1994 wurden ebenfalls David Foster und Linda Thompson in der Kategorie Best Song Written for Visual Media nominiert.